# Kagamino, Okayama
Kagamino (鏡野町 Kagamino-chō) là thị trấn thuộc huyện Tomata, tỉnh Okayama. Tính đến ngày 1 tháng 10 năm 2020, dân số ước tính thị trấn là 12.062 người và mật độ dân số là 29 người/km2. Tổng diện tích thị trấn là 419,68 km2.